# Панајотис Јанакис
Панајотис Јанакис (грч. Παναγιώτης Γιαννάκης; 1. јануар 1959) је бивши грчки кошаркаш и кошаркашки тренер. Рођен је 1. јануара 1959. у западном делу Атине, главном граду Грчке. Надимак му је Змај. Јанакис има успешну каријеру и као играч и као тренер. Као тренер Грчког националног тима освојио је златну медаљу на Еуробаскету 2005. и сребро на Светском првенству 2006, док је као играч репрезентације освојио титулу на Евробаскету 1987. и сребро на Евробаскету 1989. Изабран је за 207. пика 1982. на NBA драфту од стране Селтикса. Играо је на позицији плејмејкера.

## Клубови у којима је играо
- Јоникос Никиас (1972–1984)
- КК Арис (1984–1993)
- КК Паниониос (1993–1994)
- Панатинаикос (1994–1996) Освојио Евролигу 1996.

## Тимови које је тренирао
- КК Паниониос
- КК Маруси
- Кошаркашка репрезентација Грчке